# Gaylord (Michigan)

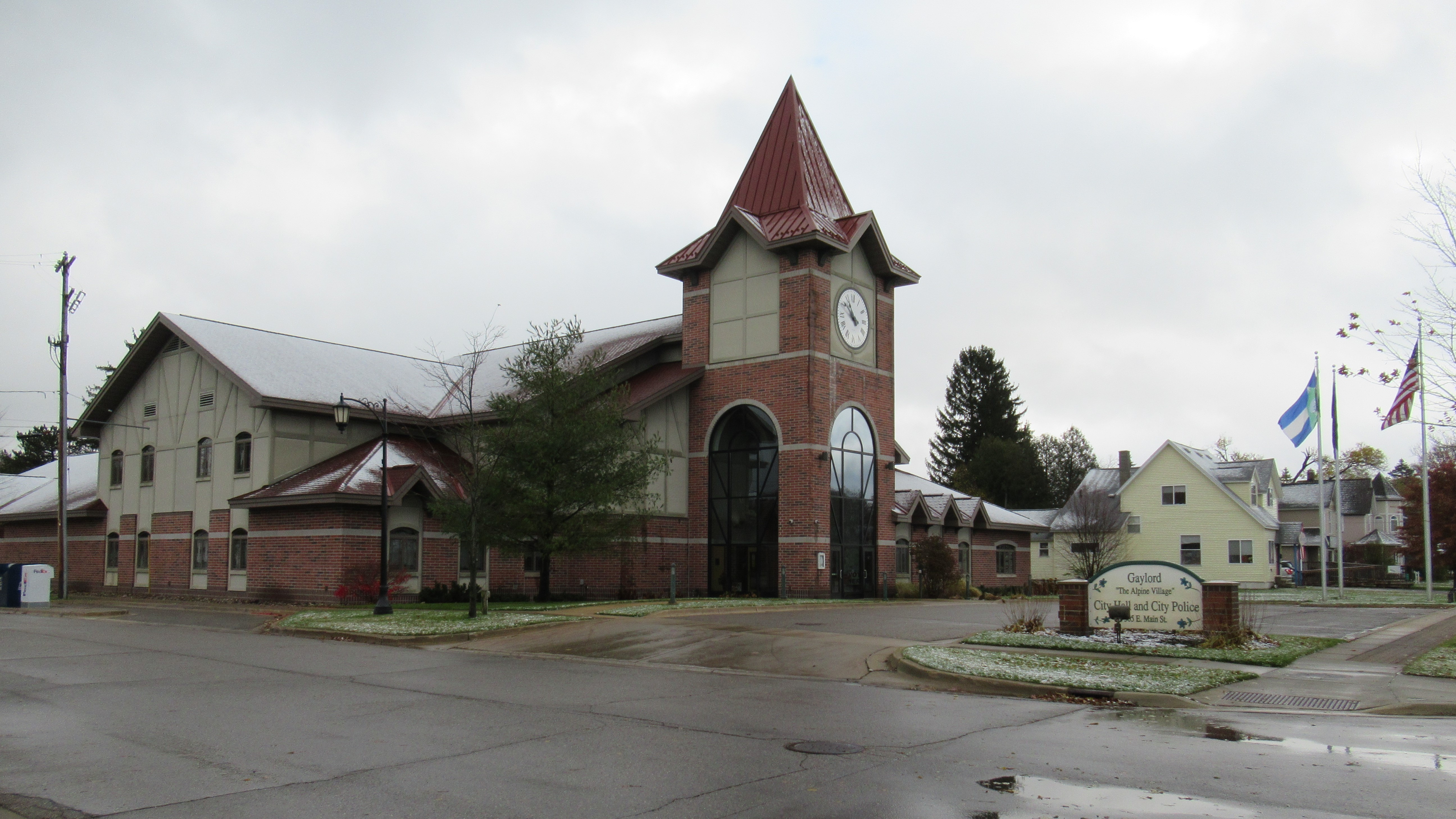
City Hall

Gaylord is een plaats (city) in de Amerikaanse staat Michigan, en valt bestuurlijk gezien onder Otsego County.

## Geschiedenis
De plaats ligt in een dicht bebost gebied met veel meren dat bewoond werd door inheemse Amerikanen. De eerste Europese immigranten stichtten de plaats Otsego Lake in 1872 en later de plaats Barnes. Dit laatste dorp werd hernoemd naar A.S. Gaylord, een vertegenwoordiger van de Jackson, Lansing & Saginaw Railroad. Het dorp was in de eerste plaats een landbouwgemeenschap. Later werd er aan bosbouw gedaan. In de jaren 1930 werd er een skipiste geopend en werd beslist voortaan in alpiene stijl te bouwen om het skitoerisme te promoten. Daaraan dankt de plaats haar bijnaam "Alpine Village".
De plaats is sinds 1971 de zetel van een rooms-katholiek bisdom.

## Demografie
Bij de volkstelling in 2000 werd het aantal inwoners vastgesteld op 3681.
In 2006 is het aantal inwoners door het United States Census Bureau geschat op 3744, een stijging van 63 (1,7%).

## Geografie
Volgens het United States Census Bureau beslaat de plaats een oppervlakte van
10,2 km², geheel bestaande uit land. Gaylord ligt op ongeveer 411 m boven zeeniveau.

## Plaatsen in de nabije omgeving
De onderstaande figuur toont nabijgelegen plaatsen in een straal van 36 km rond Gaylord.